# Dorian Gray (Diele)

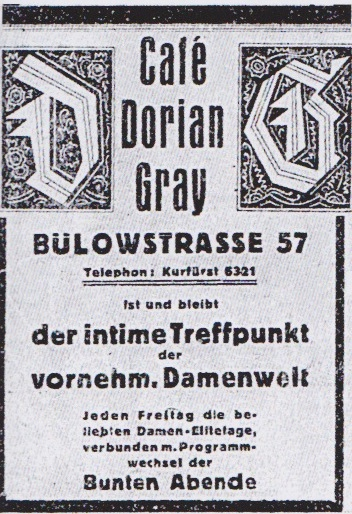
Anzeige des Dorian Gray

Das Dorian Gray war eine sogenannte Diele an der Bülowstraße in Berlin. Es wurde 1921 gegründet und bestand bis März 1933, als es durch die Nationalsozialisten geschlossen wurde. Während seines Bestehens war das Dorian Gray für die Homosexuellenbewegung des damaligen Berlins eines der bekanntesten Tanzlokale und kultureller Treffpunkt, insbesondere für die lesbische Szene der Stadt.

## Geschichte
Das Café Dorian Gray wurde Anfang 1921 durch Richard Bytomski im Gebäude Bülowstraße 57 eröffnet. Seinen Namen hatte es nach dem Buch Das Bildnis des Dorian Gray von Oscar Wilde, der 1895 wegen seiner Homosexualität zu Zuchthaus verurteilt worden war. Bytomski hatte bereits zwei Jahre zuvor mit gleicher Zielsetzung das Markgrafen-Kasino gegründet, musste das Lokal aber nach einem Jahr wieder schließen. Das Dorian Gray wurde rasch bekannt. Bytomski war nicht nur Wirt, sondern auch Mitglied im sogenannten „Lokalinhaberklub“, einer von 1921 bis 1925 existierenden Vereinigung schwuler und lesbischer Lokale und Vorstandsmitglied im Bund für Menschenrecht, einer der beiden großen Organisationen der Homosexuellenbewegung.
Am 13. Februar 1927 starb Bytomski überraschend im Alter von 28 Jahren nach kurzer, schwerer Krankheit. Zwei Freunde führten das Lokal an seiner Stelle weiter, bis es 1931 von Richard Bytomskis Mutter Franziska übernommen und mit Unterstützung von „Frau Anneliese“ weiter geführt wurde – vermutlich handelte es sich um Anneliese Mater, die 1932 nur wenige Schritte vom Dorian Gray entfernt das lesbische Lokal Olala eröffnete.
Im Januar 1933 wiederum zog Franziska Bytomski sich aus dem Geschäft zurück und übergab es an Carl Bergmann, den Verleger zahlreicher homosexueller Zeitschriften und Vorsitzender des Deutschen Freundschaftsverbands. Bergmanns Leitung währte jedoch nur kurz, denn am 3. März 1933, nur wenige Wochen nach der nationalsozialistischen Machtergreifung, wurden die vierzehn bekanntesten homosexuellen Treffpunkte der Stadt geschlossen, unter ihnen auch das Dorian Gray.

## Profil
Eine Beschreibung aus der Zeitschrift Der Eigene von 1921 würdigte die Atmosphäre mit den Stichworten „Einschmeichelnde Musik, elegantes Publikum, bequeme Sessel; an den Wänden gefällige Scherenschnitte.“ Das Dorian Gray war offen für lesbische Frauen und schwule Männer gleichermaßen und wurde rasch bekannt als Tanzlokal für ein junges Publikum. Vor allem an Wochenenden fanden zahlreiche Veranstaltungen statt, neben den abendlichen Darbietungen der eigenen Hauskapelle auch Auftritte von Sängern, Komikern und Tänzerinnen (darunter die szenebekannten Harry Braun und Ilonka Stoyka), Varieté-Einlagen, Mottofeste sowie Autoren- und Leseabende. Mit dieser Kombination war das Dorian Gray das erste seiner Art in Berlin.
Nach dem Tode Bytomskis veränderte sich das Profil des Dorian Gray hin zu einer stärkeren Berücksichtigung der lesbischen Szene der Stadt und es erhielt den Ruf eines „Damenlokals“. 1928 war es der erste Treffpunkt des Damenklubs Monbijou, der in den Folgejahren zum größten lesbischen Klub der Stadt wurde, sowie ab 1930 dessen Klubheim. Ruth Margarete Roellig schrieb 1928, dass „alles Mögliche getan worden ist, um die beiden Räume [...] intim und anheimelnd zu gestalten“ und resümierte: „und wenn das D.G., wie man der Abkürzung halber sagt, auch in den letzten Jahren nicht mehr ganz so auf der Höhe ist wie früher, so bedeutet es doch immerhin eine interessante Stätte, die nicht übergangen werden darf, wenn man die lesbischen Lokale Berlins aufzählt.“ Seit 1929 war es der regelmäßige Treffpunkt der Redaktion der Zeitschrift Frauenliebe sowie ihrer Nachfolgerin, der Garçonne. Annette Eick, seit 1930 Autorin der Garçonne, berichtete im Rückblick: Dort „war es absolut angenehm, freundlich. Im hinteren Zimmer stand ein Klavier, man konnte tanzen, sich unterhalten.“ 1931 schrieb Curt Moreck über das Dorian Gray: „Das Lokal ist eines der ältesten dieser Art, bereits geweihte Stätte des sapphischen Eros, an der aber auch dem mannmännlichen Bruder ein Gastrecht eingeräumt wird. Allerdings bei reinlicher Scheidung. Man sondert die Herren- und die Damenabende.“